# Bullmerca

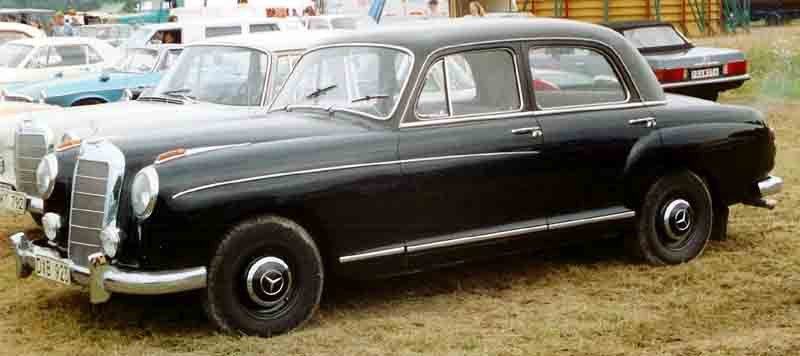
Den bulliga pontonformen gav modellen dess namn.

Bullmerca är den svenska benämningen på femtiotalets familjebilar från den tyska biltillverkaren Mercedes-Benz. I andra delar av världen kallas den oftast Ponton-Mercedes. Bilen byggdes med fyrcylindrig motor som W120 och W121, och med sexcylindrig motor som W105, W180 och W128. Den självbärande grundkarossen var dock densamma. Bilen ersattes av sextiotalets fyrkantiga Fena.

## W120 (1953-62)
Se vidare under huvudartikeln Mercedes-Benz W120/121.
Typ 180 var Mercedes-Benz första volymmodell konstruerad efter andra världskriget. Den var helt nykonstruerad, bortsett från sidventilsmotorn som ärvdes från 170 V. Senare modeller fick nedtrimmade toppventilsmotorer från 190:n.

## W121 (1956-61)
Se vidare under huvudartikeln Mercedes-Benz W120/121.
Typ 190 var lite bättre utrustad än 180:n, med starkare motorer.

## W105 (1956-59)
Se vidare under huvudartikeln Mercedes-Benz W105.
Typ 219 var en mellanmodell med den sexcylindriga motorn i kombination med 190:ns enklare akter.

## W180 (1954-60)
Se vidare under huvudartikeln Mercedes-Benz W180.
Typ 220 ärvde den sexcylindriga motorn från W187. Bilen fanns även som tvådörrars coupé och cabriolet. Bilar med bränsleinsprutning fick egen internbeteckning: W128.

## Bilder

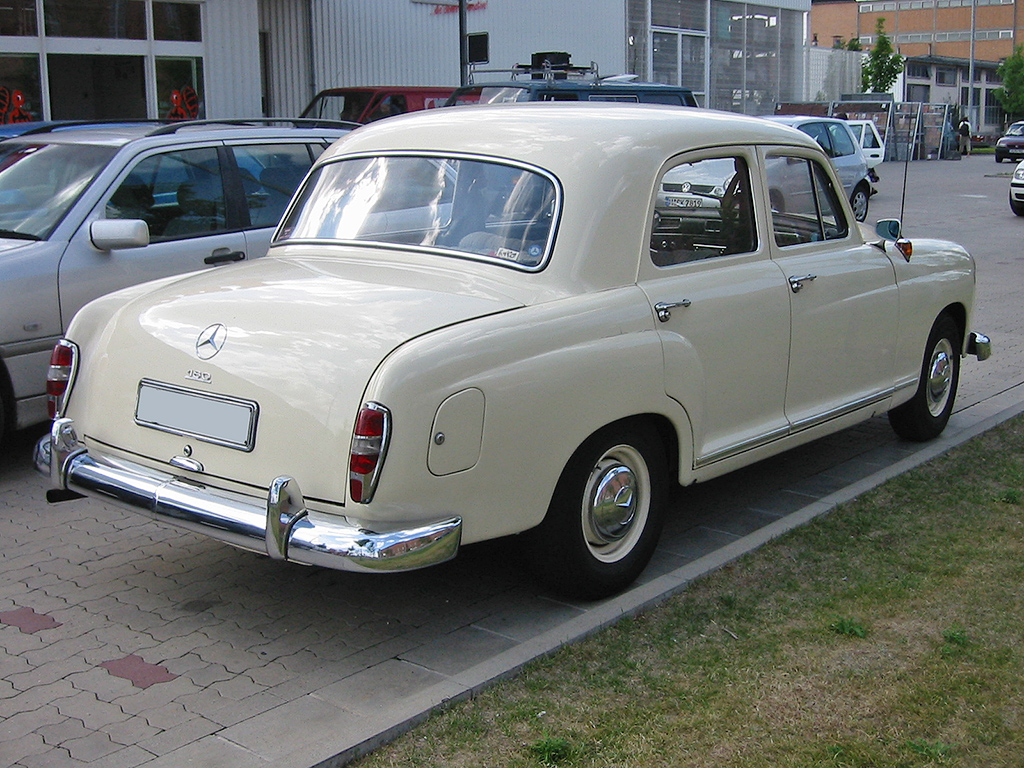
Mercedes-Benz 180
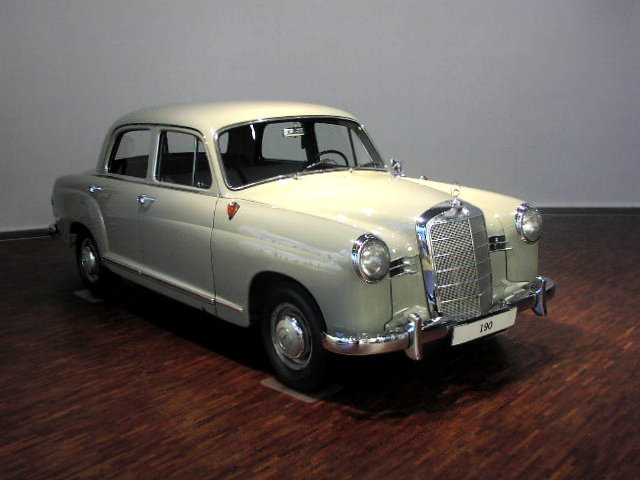
Mercedes-Benz 190
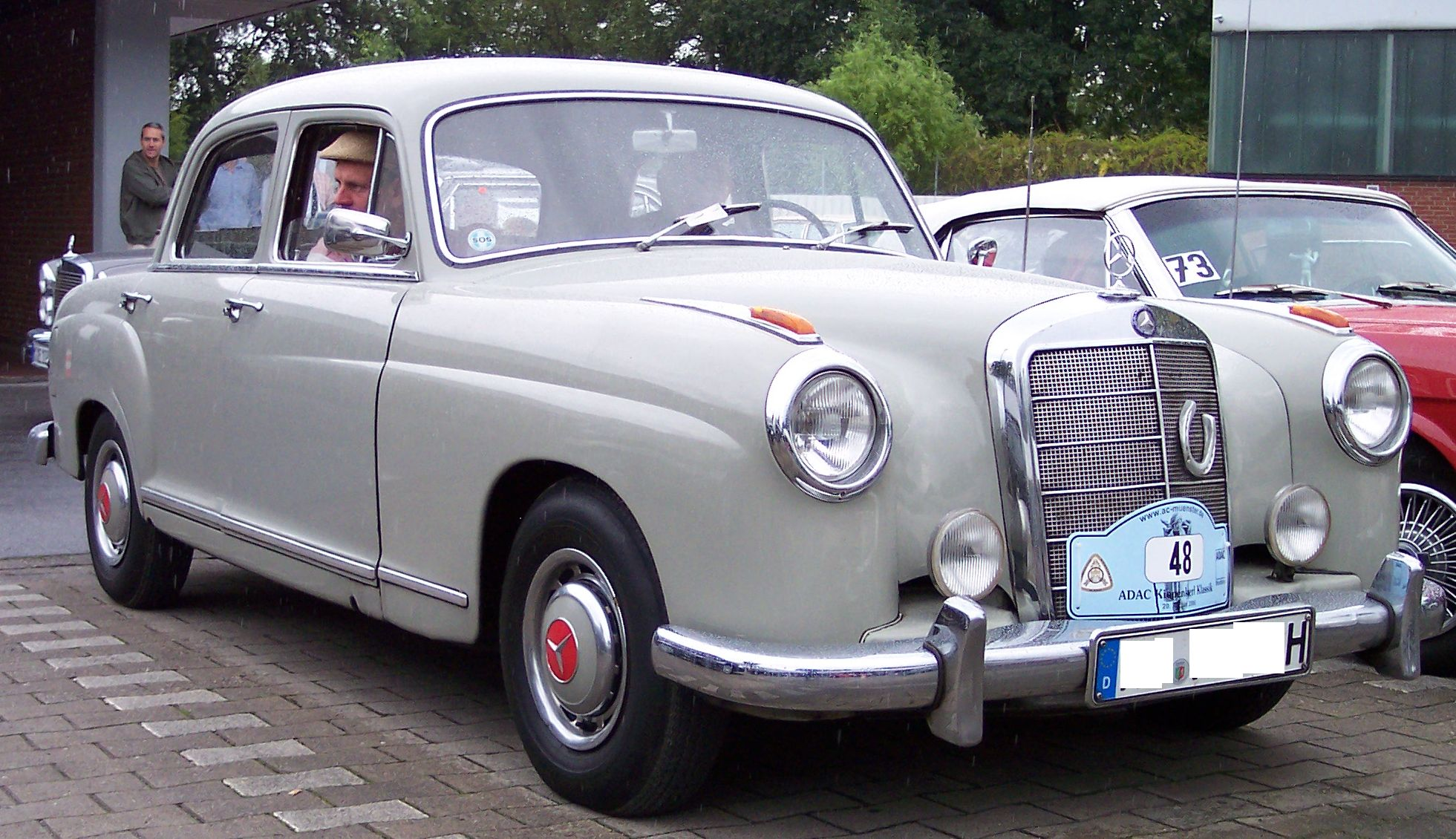
Mercedes-Benz 219
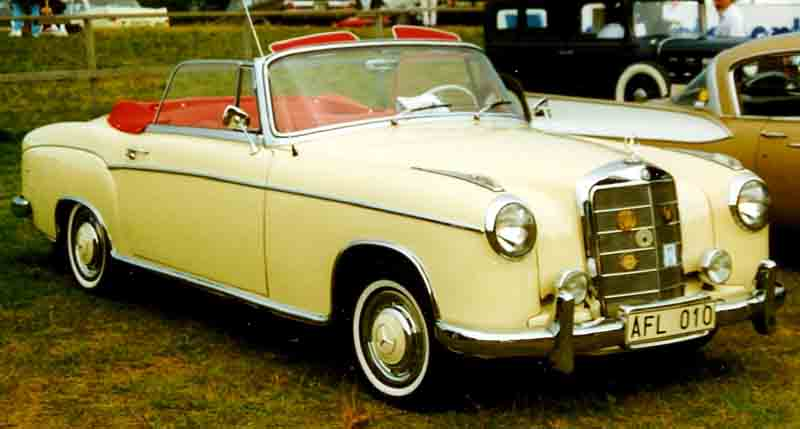
220 S fanns även som cabriolet